# Chicago Midway Airport
Chicago Midway International Airport  (IATA: MDW, ICAO: KMDW, FAA LID: MDW je hlavní komerční mezinárodní letiště na jižní straně Chicaga ve státě Illinois, které se nachází 13 km od Chicago Loop. Bylo otevřeno v roce 1927 a sloužilo jako hlavní letiště v Chicagu až do otevřenímezinárodního letiště O'Hare v roce 1955. Dnes je Midway druhým největším letištěm v metropolitní oblasti Chicaga a státě Illinois; v roce 2019 obsloužilo 20 844 860 cestujících. V provozu dominuje nízkonákladový dopravce Southwest Airlines a Chicago je jeho velký hub.
Původně neslo název Chicago Municipal Airport, ale bylo přejmenováno na počest bitvy u Midway. V současnosti již zaniklá společnost Midway Airlines, která kdysi letiště obsluhovala, si vzala po letišti jméno.